# Première bataille d'Antofagasta
Pour les articles homonymes, voir Bataille d'Antofagasta.
Guerre du Pacifique
Batailles
Campagne navale
- Chipana
- Iquique
- Punta Gruesa
- Antofagasta (1re)
- Antofagasta (2e)
- Rímac
- Angamos
- Pilcomayo
- Arica (1re)
- Arica (2e)
- Callao

Campagne terrestre
- Topáter
- San Francisco
- Tarapacá
- Los Ángeles
- Alto de la Alianza (Tacna)
- Arica
- Chorrillos
- Miraflores
- Lima
- San Pablo
- Pachia
- La Concepción
- Huamachuco

La première bataille d'Antofagasta ou bombardement d'Antofagasta , fut l'un des affrontements de la Guerre du Pacifique (1879-1884) entre le Chili et le Pérou se déroulant le lundi 26 mai 1879 et le premier bombardement naval de nuit de la guerre. Ce combat a eu lieu lors de la première course du monitor Huáscar.

## Historique
Le Huáscar avait quitté Iquique le 24 mai à 5 h 30 du matin pour mener des opérations de harcèlement contre les forces chiliennes occupant Antofagasta.

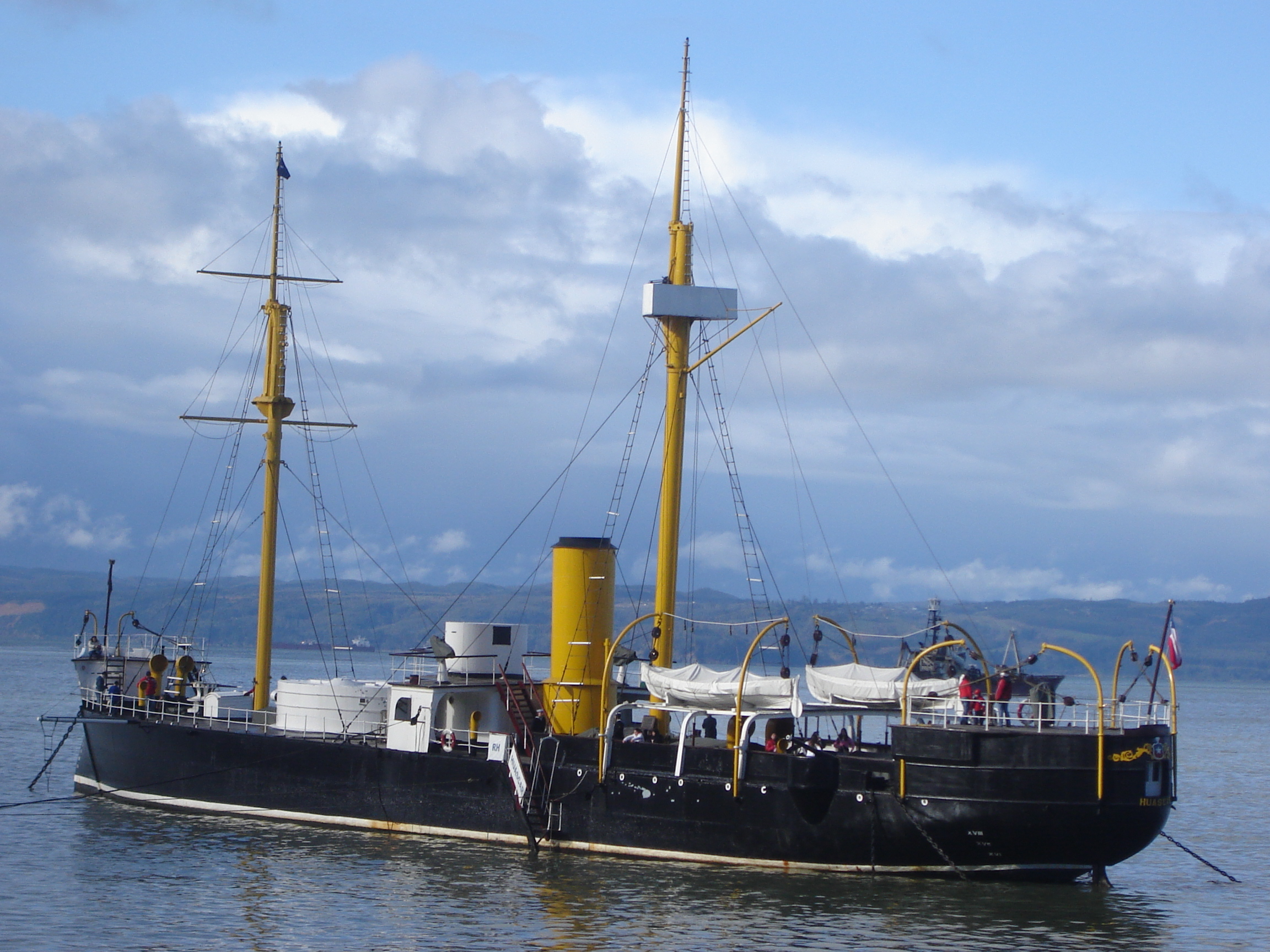
Monitor Huascar

Le 22 mai, les transports chiliens Huanay, Itata, Rímac et le Valdivia sont arrivés à Antofagasta ; les 3 premiers loués à la Compañía Sud Americana de Vapores et le dernier, un paquebot en mauvais état. Le débarquement a commencé le 23 et s'est terminé le 24. Ce dernier jour, le général de division Justo Arteaga, commandant en chef de l'armée du Nord, a envoyé de Tocopilla l'Itata pour remorquer la goélette Covadonga à Antofagasta, mais le même jour jour, le Covadonga  naviguait vers Antofagasta. Puis, le 25, Arteaga ordonna au Rímac d'aller chercher et remorquer le Covadonga à Antofagasta. Itata a échappé à l'attaque du Huáscar.
Le Huascar, à 6 h 45 le 25 mai, a repéré une fumée venant du sud, qu'il a poursuivi pendant 4 heures sans pouvoir rattraper. Il arrive à Mejillones à 15 heures et apprend le débarquement des troupes à Antofagasta le 23 et que le navire qu'il poursuivait était l' Itata.

### Défenses d'Antofagasta
Elles étaient constituées de 3 batteries situées au nord, au centre et au sud du port. Chacune comportait un canon Armstrong de 150 livres. La machinerie à condensation était protégée par une plaque de fer et par 9 canons Krupp appartenant à l'armée (4 de calibre 78,5 mm et 5 de 60 mm).

## Le combat
Le Huáscar, venant de Mejillones, aperçut le Rimac à 8 h 30 le 26 mai, à la hauteur d'Antofagasta. Il le pourchassa jusqu'à 10 h 30, lorsque le capitaine Miguel Grau, ne pouvant l'atteindre en raison de l'augmentation vitesse du vapeur chilien, ordonna le retour à Antofagasta. À 12 h 30, il aperçut Itata qui fuyait vers le nord et l'a chassé pendant 2 heures sans l'atteindre. Huáscar ayant tiré 3 coups de canon, il reçut 2 coups tirés de la terre.

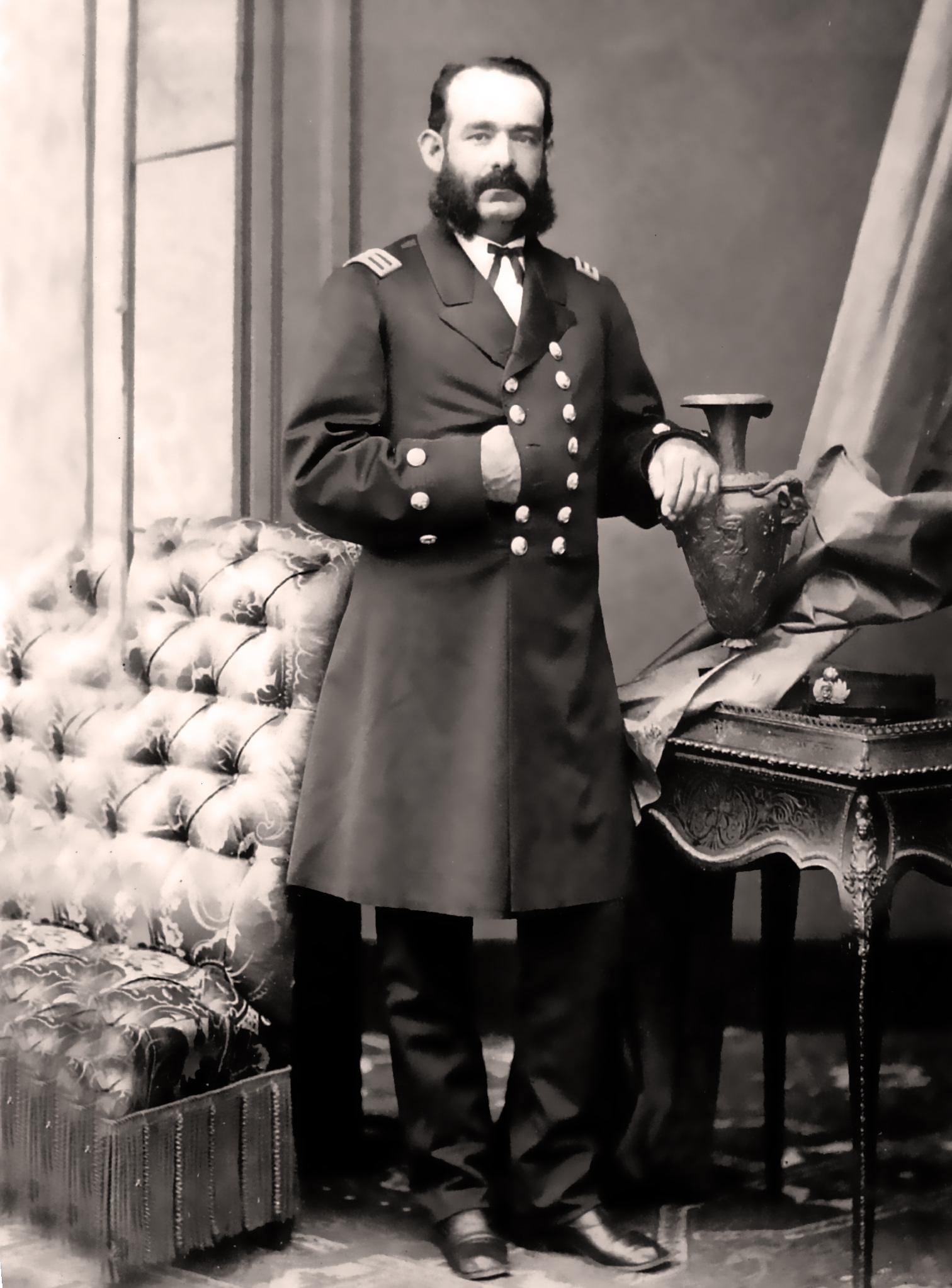
Capitaine Miguel Grau

Huáscar est rentré à Antofagasta à 17 heures et a effectué une reconnaissance du port pendant une demi-heure. La goélette Covadonga était à l'abri des brisants et derrière des navires marchands, où elle pouvait être défendue par l'artillerie et l'infanterie sur terre. Le général Arteaga déplaça ses troupes, afin de ne pas les exposer inutilement aux tirs du monitor, ne laissant qu'une petite garnison d'infanterie et deux batteries Krupp sur la plage afin de s'opposer à d'éventuels débarquements par la garnison du navire péruvien et protéger l'alimentation en eau, dont la destruction aurait mis la population et l'armée dans les plus grandes difficultés. Arteaga a donné l'ordre de ne pas tirer pendant que le Huáscar ne tirait pas sur La Covadonga.
À 17 h 15, avec le Huáscar à moins de 2 km des batteries, Miguel Grau ordonna d'ouvrir le feu sur les cheminées des machines de pompage, de l'usine de nitrate et sur le fortin du nord. Un combat a commencé entre les batteries au sol et la Covadonga contre le Huascar, qui a duré jusqu'à 19 h 15. Le Huáscar a tiré 16 coups avec ses canons de 300 livres et 8 avec ceux de 40 livres, tandis que les batteries au sol et le Covadonga ont tiré plus de 80 coups et les batteries de campagne de l'armée de 120 à 180. Le fortin nord a été réduit au silence et détruit avec 10 tirs et le fortin sud avec 8 tirs. Le combat se termina lorsque le duel d'artillerie s'arrêta.
La nuit, Huáscar est resté en mer et rentra au port le 27. À midi, il a suivi le câble sous-marin qui reliait Caldera et Valparaíso à Antofagasta, le coupant à 16 h 30, sans être dérangé par les forces terrestres. À 17 heures, le Huáscar a repéré le paquebot Ayacucho de la Pacific Steam Navigation Company, qui était en route de Callao à Valparaíso. Là, il a obtenu l'information de la présence de l'escadre chilienne à Pisagua le 26, et a décidé de retourner à Callao, mettant les voiles à 20 h 45.

## Résultats
C'est une victoire péruvienne en réussissant à couper le câble télégraphique sous-marin, laissant Antofagasta coupée du Chili. Cependant, Grau n'a pas jugé opportun de détruire la machinerie de pompage pour ne pas assoiffer la population d'Antofagasta. Il n'a pas non plus tiré sur le Covadonga, le navire chilien n'étant pas sa cible prioritaire.